# Jiukou (köpinghuvudort i Kina, Hubei Sheng, lat 30,86, long 112,67)
Jiukou är en köpinghuvudort i Kina. Den ligger i provinsen Hubei, i den centrala delen av landet, omkring 160 kilometer väster om provinshuvudstaden Wuhan. Antalet invånare är 96 356. Befolkningen består av 47 904 kvinnor och 48 452 män. Barn under 15 år utgör 11,0 %, vuxna 15-64 år 79 %, och äldre över 65 år 8,0 %.
Runt Jiukou är det tätbefolkat, med 613 invånare per kvadratkilometer. Jiukou är det största samhället i trakten. Trakten runt Jiukou består till största delen av jordbruksmark.
Genomsnittlig årsnederbörd är 1 225 millimeter. Den regnigaste månaden är maj, med i genomsnitt 180 mm nederbörd, och den torraste är december, med 15 mm nederbörd.